# زیبا (ترانه کریستینا آگیلرا)
«زیبا»(به انگلیسی: Beautiful) یک تک‌آهنگ از خواننده آمریکایی کریستینا آگیلرا است. ترانه نوشتهٔ لیندا پری و اگیلرا بوده و به‌عنوان دومین تک‌آهنگ البوم برهنه منتشر شد. متن ترانه درباره زیبایی درونی، عزت نفس و نادیده انگاشتن حرف‌های نابخردانه و نادرست دیگران است.
ترانه موفقیت در فروش و نقدهای مثبت منتقدان را دریافت کرد و در کشورهای زیادی به رتبه اول در چارت‌های موسیقی دست یافت. این ترانه برنده جایزه بهترین صدای پاپ زن گرمی در سال ۲۰۰۴ شد. و همچنین به عنوان ترانه سال نیز نامزد شد. مجله رولینگ استون در صد ترانه برتر دهه این ترانه را به عنوان پنجاه و دوم قرار داد.
موزیک ویدیو ترانه به یکی از نمادین‌ترین و ماندگارترین موزیک ویدیوهای تاریخ موسیقی مبدل گشت و منبع الهام بسیاری از ویدیوهای دیگر خوانندگان بوده است.

## چارت و گواهی‌ها
| چارت (۲۰۰۳)                                              | بهترین موقعیت |
| -------------------------------------------------------- | ------------- |
| استرالیا (ای‌آرآی‌ای)                                      | ۱             |
| اتریش (او۳ تاپ ۴۰ اتریش)                                 | ۵             |
| بلژیک (اولتراتاپ ۵۰ فلاندرز)                             | ۳             |
| بلژیک (اولتراتاپ ۵۰ والونی)                              | ۱             |
| کانادا (۱۰۰ تک‌آهنگ داغ کانادا)                           | ۱             |
| دانمارک (ترک‌لیسن)                                        | ۹             |
| فرانسه (اس‌ان‌ئی‌پی)                                        | ۲۷            |
| وارد کردن فیلد شناسه ترانه برای جدول‌های آلمان الزامی است | ۴             |
| مجارستان (رادیوس تاپ ۴۰)                                 | ۶             |
| ایرلند (ایرما)                                           | ۱             |
| ایتالیا (فیمی)                                           | ۸             |
| نیوزیلند (ریکوردد میوزیک ان‌زد)                           | ۱             |
| نروژ (وی‌جی-لیستا)                                        | ۵             |
| سوئد (فهرست برترین‌های سوئد)                              | ۳             |
| سوئیس (شوایزر هیت‌پاراد)                                  | ۷             |
| تک‌آهنگ‌های بریتانیا (اوسی‌سی)                              | ۱             |
| بیلبورد هات ۱۰۰ ایالات متحده                             | ۲             |
| آمریکا (تاپ ۴۰ مین استریم بیلبورد)                       | ۱             |
| ترانه‌های باشگاه رقص ایالات متحده (بیلبورد)               | ۱             |

| کشور     | گواهی‌ها |
| -------- | ------- |
| استرالیا | پلاتین  |
| نیوزیلند | طلا     |
| آمریکا   | طلا     |